# Wangjiazhuang (köping i Kina, Shandong)
Wangjiazhuang (kinesiska: 王家庄镇, 王家庄) är en köping i Kina. Den ligger i provinsen Shandong, i den östra delen av landet, omkring 220 kilometer öster om provinshuvudstaden Jinan. Wangjiazhuang ligger vid sjön Xiashan Shuiku.
Genomsnittlig årsnederbörd är 786 millimeter. Den regnigaste månaden är juli, med i genomsnitt 255 mm nederbörd, och den torraste är januari, med 10 mm nederbörd.